# Enrique Collar
Enrique Collar Monterrubio (San Juan de Aznalfarache, 2 de novembro de 1934) é um ex-futebolista espanhol que atuou como atacante.

## Clubes
Defendeu em sua carreira o Cádiz, Real Murcia, Valencia e especialmente o Atlético de Madrid.

## Seleção Espanhola
Pela Seleção Espanhola disputou a Copa do Mundo de 1962 utilizando o numeral 4. Na partida contra o Brasil, foi o jogador que sofreu a falta de Nilton Santos dentro da grande área brasileira. Para evitar o marcação do pênalti, Nilton deu dois passos para fora induzindo o árbitro chileno Sergio Bustamante a marcar a infração fora da área.